# Podróż na Księżyc
Podróż na Księżyc (fr. Le Voyage dans la Lune) – francuski niemy film science fiction stworzony w 1902 przez Georges’a Mélièsa.
Film opowiada o podróży grupy uczonych na Księżyc. Zostają oni wystrzeleni z ogromnej armaty, trafiając na powierzchnię ziemskiego satelity, a dokładniej w jego oko. Mieszkańcy Księżyca biorą podróżników w niewolę, jednak istnieje łatwy sposób unieszkodliwienia ich – należy dotknąć ich parasolem.
Film powstał na podstawie powieści Z Ziemi na Księżyc Jules’a Verne’a oraz Pierwsi ludzie na księżycu H.G. Wellsa. Cieszył się ogromnym powodzeniem, był wyświetlany we Francji i w USA, a Méliès zdobył dzięki niemu międzynarodową sławę.
Sceny z filmu zostały wykorzystane w teledysku: Tonight, Tonight grupy The Smashing Pumpkins.

## Treść filmu
W Instytucie Astronomii Niekoherentnej grupa naukowców żywo dyskutuje nad pomysłem profesora Barbenfouillisa, który zaproponował lot na Księżyc za pomocą pocisku-kapsuły wystrzelonej z działa. Mimo sceptycyzmu niektórych badaczy większość jest podekscytowana pomysłem. Wkrótce grupa wyznacza spośród siebie sześciu śmiałków, którzy podejmą się tej niezwykłej misji. W kolejnych scenach naukowcy wizytują fabrykę, gdzie powstaje armata i pocisk, za pomocą których znajdą się na Księżycu. Podróżnicy wsiadają do pocisku ładowanego do armaty, umieszczonej na rusztowaniu ponad dachami domów. Żegnani są przez marynarki-artylerzystki.
Kapsuła ląduje bezpiecznie w oku Księżyca. Po wylądowaniu naukowcy cieszą się widokiem Ziemi, trzymając w dłoniach parasole. Usiłują wejść do krateru, ale wybuch uniemożliwia im tę próbę. Zmęczeni podróżą odwijają koce i zasypiają. W czasie snu na niebie pojawiają się kometa, gwiazdy o kobiecych twarzach (reprezentują gwiazdozbiór Wielkiej Niedźwiedzicy), Fojbe siedząca na sierpie księżyca oraz Saturn obserwujący wszystko z wnętrza swej planety. Postaci nie są zadowolone z przybycia nieproszonych gości, dlatego Fojbe rozpętuje burzę śnieżną.
Naukowcy budzą się i chronią przed niespodziewanym zjawiskiem w kraterze i schodzą pod powierzchnię. Odkrywają w niej olbrzymie grzyby. Jeden z astronomów porównuje wielkość otwartego parasola z ich kapeluszami. Ku zaskoczeniu zebranych przedmiot natychmiast zamienia się w olbrzymiego grzyba. Drugim odkryciem są Selenici. Agresywne istoty atakują przybyszy, którzy w samoobronie uderzają parasolami dwóch obcych, zamieniając ich w obłok pary. Muszą się jednak salwować ucieczką przed nacierającymi mieszkańcami Księżyca. Zostają schwytani i zaprowadzeni przed oblicze króla. Profesor Barbenfouillis rzuca władcą o ziemię, powodując jego eksplozję. Naukowcy uciekają i w ostatniej chwili wskakują do swojej kapsuły, oprócz jednego z nich, który nie zdążywszy wejść na pokład, ręcznie przeciąga kapsułę liną poza krawędź księżycowego urwiska. Do pocisku przyczepia się również Selenita.
Wkrótce pocisk woduje na ziemskim oceanie i zostaje wyłowiony przez statek parowy. Na cześć powracających astronomów odbywa się defilada. Podróżnicy otrzymują medale i wieńce, oczom publiczności ukazuje się pojmany Selenita. Końcowa scena przedstawia odsłonięcie pamiątkowego pomnika z hasłem „Labor omnia vincit”.

## Obsada
Kiedy kręcono Podróż na Księżyc, aktorzy filmowi występowali anonimowo i nie dodawano napisów końcowych; praktyka dołączania czołówki i tyłówki w filmach była późniejszą innowacją. Niemniej jednak na podstawie dostępnych dowodów można zrekonstruować następujące szczegóły obsady:
- Georges Méliès jako profesor Barbenfouillis[6][7]. Méliès, francuski filmowiec i magik, powszechnie uważany za pierwszą osobę, która dostrzegła potencjał filmu fabularnego[8]. Odniósł już znaczny sukces dzięki filmowym adaptacjom Kopciuszka (1899) i Joanny d’Arc (1900)[9]. Szeroko zaangażowany we wszystkie swoje filmy jako reżyser, producent, scenarzysta, projektant, technik, redaktor, montażysta, a często także aktor, jest uznawany za jednego z pierwszych twórców filmowych[10]. W ostatnich latach życia Méliès wspominał swoją twórczość: „Największa trudność w realizacji własnych pomysłów zmuszała mnie czasami do grania głównej roli w moich filmach […]. Byłem gwiazdą, nie wiedząc, że nią jestem, ponieważ termin ten jeszcze nie istniał”[11]. W sumie Méliès zagrał rolę aktorską w co najmniej 300 ze swoich 520 filmów[12].
- Bleuette Bernon jako Fojbe (kobieta na półksiężycu). Méliès odkrył Bernon w latach 90. XIX wieku, kiedy występowała jako piosenkarka w kabarecie L’Enfer. Wystąpiła także w jego adaptacji Kopciuszka[13].
- François Lallement jako oficer piechoty morskiej. Lallement był jednym z opłacanych operatorów kamer w Star Film Company[13].
- Henri Delannoy jako kapitan pocisku[6].
- Jules-Eugène Legris jako lider parady. Legris był magikiem, który występował w teatrze iluzji scenicznych Mélièsa, Théâtre Robert-Houdin w Paryżu[14].
- Victor André, Delpierre, Gabriel Farjaux, Fernand Kelm i Édouard Brunnet jako astronomowie[15]. André pracował w Théâtre de Cluny; pozostali byli śpiewakami we francuskich music-hallach.
- Jehanne d’Alcy jako jedna z sekretarek na zebraniu astronomów; jedna z gwiazd na firmamencie; jedna z dziewcząt umieszczających pocisk w armacie[15].
- Tancerki z corps de ballet teatru Châtelet w roli gwiazd[a] i obsługi armat[17].
- Akrobaci z Folies Bergère jako Selenici[15][16].

## Produkcja

### Inspiracje
Georges Méliès, zapytany w 1930 roku, co zainspirowało go do zrealizowania Podróży na księżyc, wymienił powieści Juliusza Verne’a Z Ziemi na Księżyc (1865) i Wokół Księżyca (1870). Historycy kina, na czele z francuskim pisarzem z połowy XX wieku, Georges’em Sadoulem, wskazywali także na Pierwszych ludzi na księżycu (1901) Herberta George’a Wellsa. Tłumaczenie tej powieści na język francuski zostało opublikowane kilka miesięcy przed nakręceniem filmu przez Mélièsa, co mogłoby stanowić kolejne natchnienie. Sadoul argumentował, że pierwsza połowa filmu (aż do wystrzelenia pocisku) zainspirowana została twórczością Verne’a, a druga połowa, przygody podróżników na i pod powierzchnią Księżyca, pochodziła od Wellsa.
Oprócz tych źródeł literackich różni filmoznawcy sugerują, że na Mélièsa duży wpływ miały inne dzieła, zwłaszcza opera-feeria Le Voyage dans la Lune Jacques’a Offenbacha i atrakcja „Podróż na Księżyc” na Wystawie Panamerykańskiej w 1901 roku w Buffalo w stanie Nowy Jork. Francuski historyk filmu Thierry Lefebvre wysunął hipotezę, że Méliès czerpał inspirację z obu tych dzieł, ale na różne sposoby: wydaje się, że przyjął strukturę filmu – „podróż na Księżyc, lądowanie na Księżycu, spotkanie z istotami pozaziemskimi z deformacją, podziemna wędrówka, spotkanie z Księżycem i brutalny powrót do rzeczywistości na Ziemi” – bezpośrednio z atrakcji z 1901 roku, ale zapożyczył także wiele elementów fabuły (w tym obecność sześciu astronomów o pseudonaukowych nazwiskach, teleskopy zamieniające się w taborety, zamontowane nad ziemią działo, scena, w której Księżyc wydaje się zbliżać do widza, księżycowa burza śnieżna, widok Ziemi i podróżnicy z parasolami) z opery-feerii Offenbacha.

### Realizacja
Pisarz naukowy Ron Miller zauważył, że Podróż na Księżyc była jednym z najbardziej złożonych filmów, jakie nakręcił Méliès. Wykorzystał w nim „każdą sztuczkę, której się nauczył lub wymyślił”. Jak dotąd to był jego najdłuższy film; zarówno budżet, jak i czas trwania zdjęć były niezwykłe, jego nakręcenie kosztowało 10 000 franków francuskich i trwało trzy miesiące. Operatorami kamer byli Théophile Michault i Lucien Tainguy, którzy na co dzień pracowali z Mélièsem jako pracownicy najemni w Star Film Company. Michault i Tainguy wykonywali dla firmy także prace dorywcze, takie jak wywoływanie filmów i pomoc w ustawianiu scenografii, a inny opłacany operator François Lallement pojawił się na ekranie jako oficer marynarki. Z kolei swoich aktorów Méliès zatrudniał film po filmie, angażując utalentowane osoby z paryskiego świata teatralnego, z którym miał wiele powiązań. Otrzymywali oni jednego luidora dziennie, czyli znacznie wyższą pensję niż oferowana przez konkurencję, i w południe jedli pełny darmowy posiłek z Mélièsem.
Studio filmowe Mélièsa, które wybudował w Montreuil w departamencie Seine-Saint-Denis w 1897 roku, było budynkiem przypominającym szklarnię ze szklanymi ścianami i szklanym sufitem, aby wpuszczać jak najwięcej światła słonecznego. Była to koncepcja stosowana przez większość studiów fotograficznych od lat sześćdziesiątych XIX wieku; studio zostało zbudowane w tych samych wymiarach, co jego Théâtre Robert-Houdin (13,5 × 6,6 m). Przez całą swoją karierę filmową Méliès pracował według ścisłego harmonogramu: planował filmy rano, kręcił sceny w najjaśniejszych godzinach dnia, późnym popołudniem zajmował się laboratorium filmowym i Théâtre Robert-Houdin, a wieczorami uczęszczał na przedstawienia w paryskich teatrach.
Według wspomnień Mélièsa duża część wysokich kosztów Podróży na Księżyc wynikała z zastosowania sterowanej mechanicznie scenerii, a także kostiumów Selenitów, które zostały wykonane na potrzeby filmu z tektury i płótna. Sam Méliès wyrzeźbił prototypy głów, stóp i rzepek z terakoty, po czym wykonał do nich formy gipsowe. Specjalista od produkcji masek, prawdopodobnie z głównej paryskiej firmy Maison Hallé zajmującej się produkcją masek i pudełek, użył tych form do wyprodukowania kartonowych wersji dla aktorów. Choć inne szczegóły dotyczące powstawania filmu są skąpe, historyk filmu Georges Sadoul argumentował, że Méliès najprawdopodobniej współpracował z malarzem Claudelem przy scenografii i z Jehanne d’Alcy przy kostiumach. Jedno z teł filmu, przedstawiające wnętrze warsztatu pod przeszklonym dachem, w którym budowana jest kapsuła kosmiczna, zostało pomalowane tak, aby wyglądało jak prawdziwe studio ze szklanym dachem, w którym kręcono film.
Wiele efektów specjalnych w Podróż na Księżyc, podobnie jak w wielu innych filmach Mélièsa, powstało przy użyciu triku substytucji, w której operator kamery przerywał filmowanie na tyle długo, aby coś na ekranie można było zmienić, dodać lub usunąć. Méliès starannie połączył powstałe ujęcia, aby stworzyć pozornie magiczne efekty, takie jak przemiana teleskopów astronomicznych w taborety lub zniknięcie eksplodujących Selenitów w kłębach dymu. Inne efekty powstały przy użyciu środków teatralnych, takich jak maszyneria sceniczna i pirotechnika. W filmie występują także przenikania.
Ujęcie pseudojazdy, w którym kamera zdaje się zbliżać do Księżyca, zostało wykonane przy użyciu efektu, który Méliès wynalazł rok wcześniej na potrzeby filmu Człowiek z gumową głową (1901). Zamiast próbować skierować swoją ciężką kamerę w stronę aktora, postawił krzesło napędzane za pomocą koła pasowego na rampie wyposażonej w szyny, posadził aktora (zakrytego po szyję czarnym aksamitem) na krześle i pociągnął go w stronę kamery. Oprócz swojej praktyczności technika ta pozwoliła również Mélièsowi kontrolować położenie twarzy w kadrze ze znacznie większym stopniem szczegółowości, niż pozwalało na to poruszanie aparatem. Trik substytucji pozwolił na nagłe pojawienie się kapsuły w oku aktora odgrywającego Księżyc, kończąc ujęcie. Kolejna godna uwagi sekwencja filmu, czyli zanurzenie kapsuły w prawdziwe fale oceanu, sfilmowana na miejscu, powstała w wyniku wielokrotnej ekspozycji, gdzie ujęcie kapsuły spadającej przed czarnym tłem zostało nałożone na nagranie oceanu. Podwodne ujęcie wynurzania pocisku z powrotem na powierzchnię wykonano przez połączenie ruchomego kartonowego wycinka kapsuły z akwarium zawierającym kijanki i strumienie powietrza. Powrót kapsuły z Księżyca został ukazany w czterech ujęciach, które zajmowały około dwudziestu sekund filmu.

### Kolorowanie
Do niewielkiego odsetka filmów Mélièsa wyprodukowano kolorowe kopie i reklamowano je obok wersji czarno-białych po wyższej cenie. Od około 1897 do 1912 roku kopie te (do filmów takich jak Królestwo wróżek (1903), Podróż do krainy niemożliwości (1904), Cyrulik sewilski (1904) i Podróż na Księżyc) były barwione ręcznie przez laboratorium kolorystyczne Élisabeth i Berthe Thuillier w Paryżu. Artystki prowadziły pracownię składającą się z dwustu kobiet, malujących bezpośrednio na taśmie filmowej za pomocą pędzli w starannie dobranych kolorach. Każdej pracowniczce przypisano określony kolor, który miał zostać nałożony na klatkę filmu w stylu linii montażowej, przy czym w jednym filmie czasami używano ponad dwudziestu kolorów. Laboratorium Thuillier wyprodukowało średnio około sześćdziesięciu ręcznie kolorowanych kopii filmu.

### Muzyka
Chociaż filmy Mélièsa były nieme, nie zamierzano ich oglądać po cichu; wystawcy często korzystali z usług bonimenteura (konferansjera) lub narratora, aby wyjaśnić historię rozgrywającą się na ekranie, przy akompaniamencie efektów dźwiękowych i muzyki na żywo. Sam Méliès bardzo interesował się akompaniamentem muzycznym do swoich filmów i przygotował dla kilku z nich specjalne ścieżki dźwiękowe, m.in. do Królestwa wróżek i Cyrulika sewilskiego. Nie wymagał konkretnej muzyki do żadnego filmu, dając wystawcom swobodę wyboru akompaniamentu, jaki uznali za najbardziej odpowiedni. Kiedy film był wyświetlany w music-hallu Olympia w Paryżu w 1902 roku, prawdopodobnie napisano do niego oryginalną ścieżkę dźwiękową.
W 1903 roku angielski kompozytor Ezra Read opublikował utwór na fortepian zatytułowany A Trip to the Moon: Comic Descriptive Fantasia, który podążał za scenami filmu i mógł zostać wykorzystany jako ścieżka dźwiękowa do produkcji; mógł także zostać zamówiony przez samego Mélièsa, który prawdopodobnie spotkał Reada podczas jednej ze swoich podróży do Anglii. Do bardziej współczesnych kompozytorów, którzy nagrali partytury do Podróży na Księżyc, należą Nicolas Godin i Jean-Benoit Dunckel z Air (w przypadku rekonstrukcji w 2011 roku), Frederick Hodges, Robert Israel, Eric Le Guen, Lawrence Lehérissey (prawnuk Mélièsa), Jeff Mills, Donald Sosin i Victor Young (do skróconej wersji wykorzystanej jako prolog do filmu W 80 dni dookoła świata z 1956 roku).

## Styl
Styl filmu, podobnie jak większość innych dzieł Mélièsa, jest celowo teatralny. Scenografia jest bardzo stylizowana, nawiązuje do tradycji sceny XIX wieku, a nieruchoma kamera ją filmująca została umieszczona tak, aby uzyskać perspektywę widza siedzącego w teatrze. Ta stylistyczna decyzja była jedną z pierwszych i największych innowacji Mélièsa.
Chociaż początkowo podążał za popularnym wówczas trendem, kręcąc głównie filmy dokumentalne (krótkie „okruchy życia”, uwieczniające na taśmie prawdziwe sceny i wydarzenia), Méliès stopniowo przeszedł do znacznie mniej popularnego gatunku filmów fabularnych, które nazywał „scènes composées”, czyli „sztucznie zaaranżowanymi scenami”. Na nowy gatunek duży wpływ miało doświadczenie Mélièsa w teatrze i prestidigitatorstwie, szczególnie jego znajomość popularnej francuskiej tradycji feerii, znanej z fantastycznych wątków i spektakularnej oprawy wizualnej, w tym wystawnych dekoracji i efektów scenicznych uzyskiwanych mechanicznie. W reklamie dumnie opisał różnicę między swoimi nowatorskimi filmami, a wciąż kręconymi przez współczesnych mu artystów filmami dokumentalnymi: „te fantastyczne i artystyczne filmy odtwarzają sceny teatralne i tworzą całkowicie nowy gatunek, zupełnie inny od zwykłych kinematograficznych spojrzeń na prawdziwych ludzi i prawdziwe ulice”.
Ponieważ Podróż na Księżyc powstała przed rozwojem montażu filmów fabularnych przez takich filmowców jak Edwin S. Porter i D.W. Griffith, nie stosuje filmowych środków wyrazu, do których później przyzwyczaili się widzowie amerykańscy i europejscy, zabiegów opartych na celowym stosowaniu technik, takich jak różne kąty kamery, przeplatanie ujęć, zestawienia ujęć i innych pomysłów filmowych. Zamiast tego każda konfiguracja kamery w filmie Mélièsa jest zaprojektowana jako odrębna scena dramatyczna niezakłócona widocznym montażem, co pasuje do teatralnego stylu, w jakim film został zaprojektowany.
Podobnie znawcy kina zauważyli, że najbardziej znany moment w Podróży na Księżyc bawi się ciągłością czasową, pokazując wydarzenie dwukrotnie: najpierw pokazano kapsułę nagle pojawiającą się w oku antropomorficznego księżyca; następnie, w znacznie bliższym ujęciu, lądowanie przebiega zupełnie inaczej i dużo bardziej realistycznie, a kapsuła faktycznie spada na wiarygodne księżycowe podłoże. Ten rodzaj nieliniowej narracji – w której czas i przestrzeń są traktowane jako powtarzalne i elastyczne, a nie liniowe i przyczynowe – jest wysoce niekonwencjonalny na tle standardów Griffitha i jego naśladowców sprzed rozwoju montażu ciągłego. Podobne eksperymenty z czasem przeprowadzali inni filmowcy. Na przykład Porter w swoim filmie Life of an American Fireman z 1903 roku szeroko wykorzystał nieciągłość czasową i powtórzenia. Później, w XX wieku, wraz z rozwojem natychmiastowych powtórek w telewizji sportowej, powtórzenie czasowe ponownie stało się znanym widzom ekranowym zabiegiem.
Ponieważ Méliès nie używał filmowych środków wyrazu, niektórzy badacze filmu stworzyli inne ramy myślowe, za pomocą których oceniają jego filmy. Na przykład niektórzy akademicy, choć niekoniecznie negujący wpływ Mélièsa na kinematografię, argumentują, że jego dzieła lepiej rozumieć jako spektakularne kreacje teatralne zakorzenione w XIX-wiecznej tradycji scenicznej feerii.
Podobnie Tom Gunning argumentował, że krytykowanie Mélièsa za to, że nie wynalazł bardziej intymnego i filmowego stylu opowiadania historii, to niezrozumienie celu jego filmów; w opinii Gunninga pierwsze dziesięciolecie historii kina można uznać za „kino atrakcji”, w którym filmowcy eksperymentowali z prezentacyjnymi stylami opartymi na widowisku i bezpośrednim adresie, a nie na skomplikowanym montażu. Chociaż styl filmowy oparty na atrakcjach stracił na popularności na rzecz bardziej zintegrowanego podejścia „filmu fabularnego”, pozostaje ważnym elementem niektórych rodzajów kina, w tym filmów science fiction, musicali i filmów awangardowych.